# Pierre-Charles Bridan
Pour les articles homonymes, voir Bridan.
Pierre-Charles Bridan, né le 10 novembre 1766 à Paris et mort le 4 août 1836 à Versailles, est un sculpteur français.
Pierre-Charles Bridan est l'élève de son père, le sculpteur Charles-Antoine Bridan. Il est lauréat du prix de Rome en 1791.
Vers 1812, il participe à la conception du projet de L'éléphant de la Bastille, fontaine monumentale destinée à la place de la Bastille à Paris.

## Biographie
Pierre-Charles Bridan est né à Paris, le 10 novembre 1766. Il est le fils de Charles-Antoine Bridan, sculpteur du roi, et de Marguerite Vintel, sa femme. Il fut baptisé, le lendemain, sur la paroisse Saint-Sulpice.
Élève de son père, il remporta le deuxième grand prix de sculpture en 1789 et le premier grand prix en 1791. Il reçut ensuite un brevet d'élève sculpteur à l'Académie de France à Rome et partit pour l'Italie. Il se trouvait encore à Rome le 25 septembre 1798, car, à cette date, il signait une lettre adressée au ministre de l'Intérieur par les pensionnaires de l'Académie pour réclamer le droit de porter un costume officiel, demande qui, du reste, n'eut aucun résultat.
De retour à Paris en 1799, il commença d'exposer cette année-là au Salon. Dans la suite, il travailla pour la colonne de la Grande-Armée et pour l'arc de triomphe du Carrousel, sculpta plusieurs ouvrages commandés par le gouvernement, obtint au Salon de 1819, avec une figure d'Épaminondas, aujourd'hui, au Musée du Louvre, le grand prix de sculpture proposé par le roi Louis XVIII. Il exécuta l'éléphant colossal en plâtre qui figura sur la place de la Bastille jusqu'à la Révolution de 1830.
Il mourut à Versailles, le 4 août 1836.

## Quelques œuvres
- Buste du Titien
- Duguesclin
- Bossuet
- Douze des bas-reliefs de la colonne Vendôme
- Epaminodas mourant